# UCI Women's ProSeries 2020
L'UCI Women's ProSeries 2020, prima edizione della competizione, si svolse su due eventi dal 16 gennaio al 18 agosto 2020. Le corse che lo costituirono furono una in linea e una a tappe.
Inizialmente il calendario comprendeva otto gare, ma a causa della pandemia di COVID-19, quasi tutte le gare in calendario furono annullate.

## Calendario
| N. | Data          | Evento                          | Cat.  | Vincitrice                            | Squadra                               |
| -- | ------------- | ------------------------------- | ----- | ------------------------------------- | ------------------------------------- |
| 1  | 16-19 gennaio | Tour Down Under (2020)          | 2.Pro | Ruth Winder                           | Trek-Segafredo                        |
|    | 18 marzo      | Nokere Koerse                   | 1.Pro | annullata per la Pandemia di COVID-19 | annullata per la Pandemia di COVID-19 |
|    | 8-12 aprile   | Healthy Ageing Tour             | 2.Pro | annullata per la Pandemia di COVID-19 | annullata per la Pandemia di COVID-19 |
|    | 8-10 maggio   | Festival Elsy Jacobs            | 2.Pro | annullata per la Pandemia di COVID-19 | annullata per la Pandemia di COVID-19 |
|    | 21-24 maggio  | Vuelta a Burgos                 | 2.Pro | annullata per la Pandemia di COVID-19 | annullata per la Pandemia di COVID-19 |
|    | 26-31 maggio  | Thüringen Ladies Tour           | 2.Pro | annullata per la Pandemia di COVID-19 | annullata per la Pandemia di COVID-19 |
|    | 25 luglio     | Donostia San Sebastian Klasikoa | 1.Pro | annullata per la Pandemia di COVID-19 | annullata per la Pandemia di COVID-19 |
| 2  | 18 agosto     | Giro dell'Emilia (2020)         | 1.Pro | Cecilie Uttrup Ludwig                 | FDJ                                   |